# 加勒特·韦伯-盖尔

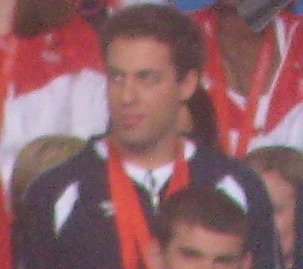
加勒特·韦伯-盖尔

加勒特·韦伯-盖尔（英語：Garrett Weber-Gale，1985年8月6日—），美国男子游泳运动员。曾参加2008年夏季奥林匹克运动会，在比赛期间共收获两枚接力项目的金牌。除此之外，他也在世界长池游泳锦标赛上获得4枚金牌和1枚铜牌。